# Naissance en 847
Naissance
- 843
- 844
- 845
- 846
- 847
- 848
- 849
- 850
- 851

Cette page dresse une liste de personnalités nées au cours de  l'année 847 :
- Al-Mutazz, calife abbasside.
- Miyoshi Kiyotsura, lettré et homme d'État japonais.
- Wang Jian, empereur fondateur du royaume Shu antérieur pendant l'époque des Cinq Dynasties et Dix Royaumes, en Chine.
- Muqaddam ibn Muafá, poète espagnol († 912).

date incertaine (vers 847)
- Carloman, fils du roi Charles II le Chauve et de sa première épouse Ermentrude d'Orléans.

## Crédit d'auteurs
- Cet article est partiellement ou en totalité issu de l'article intitulé « 847 » (voir la liste des auteurs).